# Pikelinia carajas
Espèce
Synonymes
- Misionella carajas Brescovit, Magalhaes & Cizauskas, 2016

Pikelinia carajas est une espèce d'araignées aranéomorphes de la famille des Filistatidae.

## Distribution
Cette espèce est endémique du Pará au Brésil. Elle se rencontre à Parauapebas et Canaã dos Carajás dans des grottes de la Serra dos Carajás.

## Description
Le mâle holotype mesure 4,1 mm et la femelle paratype 5,6 mm.

## Systématique et taxinomie
Cette espèce a été décrite sous le protonyme Misionella carajas par Brescovit, Magalhaes et Cizauskas en 2016. Elle est placée dans le genre Pikelinia par Magalhaes et Ramírez en 2022.

## Étymologie
Son nom d'espèce lui a été donné en référence au lieu de sa découverte, la Serra dos Carajás.

## Publication originale
- Brescovit, Magalhaes & Cizauskas, 2016 : « Three new species of Misionella from northern Brazil (Araneae, Haplogynae, Filistatidae). » ZooKeys, no 589, p. 71-96 (texte intégral).